# 日の名残り (映画)
『日の名残り』（ひのなごり、The Remains of the Day）は、1993年のイギリスの映画。カズオ・イシグロの同名の小説を映画化したものである。アカデミー賞では、主演男優賞、主演女優賞、美術賞、衣装デザイン賞、監督賞、作曲賞、作品賞、脚本賞の8部門にノミネートされた。

## あらすじ
1958年のイギリス。アメリカの政治家ルイスの家に仕えるベテラン執事スティーブンスはかつてダーリントン卿に仕えたが、当時の女中頭ケントンから20年振りに便りをもらって、彼女に会いに行き当時を回想する。
1939年9月、英仏が独に宣戦布告して大戦に突入する前、ダーリントン卿の屋敷には各国から要人が集まり国際会議が開かれていて、執事スティーブンスは女中頭として雇用されたケントンと仕事をすることになる。ストイックに仕事一途で、主人は絶対と心得るスティーブンスに、勝気なケントンは馴染めず反感を持つこともあった。
親独派のダーリントン卿がナチスの思想に影響され、ユダヤ人メイドを解雇したことから二人は対立するが、その後和解することによって二人は次第に惹かれ合っていく。しかし、職務に全てを捧げ恋愛に奥手のスティーブンスは、好意を伝えるケントンに気づかない素振りで、その結果、彼女は別の男と結婚するため彼の元を去る。
それから20年、再会してスティーブンスはケントンに職場復帰を提案するが、娘の妊娠を理由に断られ失望する。ケントンも間違いの人生だったと後悔を口にする。互いに失われたものを取り戻すことは出来ず、涙ながらに元の日々に戻るのだった。

## キャスト
※括弧内は日本語吹替（2019年、Netflixにて配信）
- ジェームズ・スティーヴンス - アンソニー・ホプキンス（世古陽丸）
- ミス・ケントン - エマ・トンプソン（塩田朋子）
- ダーリントン卿 - ジェームズ・フォックス（坂詰貴之）
- ルイス - クリストファー・リーヴ（神奈延年）
- ウィリアム・スティーヴンス（スティーヴンスの父親） - ピーター・ヴォーン（樋浦勉）
- カーディナル（ダーリントン卿が名付け親になった青年） - ヒュー・グラント（下山吉光）
- スペンサー - パトリック・ゴッドフリー
- デュボン・ディブリー - マイケル・ロンズデール
- ネヴィル・チェンバレン（英国首相) - フランク・シェリー （樋浦勉）

## スタッフ
- 製作総指揮 - ポール・ブラッドリー
- 製作 - ジョン・キャリー、イスマイル・マーチャント、マイク・ニコルズ
- 製作補 - ドナルド・ローゼンフェルド
- 監督 - ジェームズ・アイヴォリー
- 原作 - カズオ・イシグロ
- 脚色 - ルース・プロワー・ジャブヴァーラ、ハロルド・ピンター（クレジット無し）[3]
- 撮影 - トニー・ピアース＝ロバーツ
- 音楽 - リチャード・ロビンズ（英語版）
- 提供 - コロンビア ピクチャーズ
- 日本語字幕 - 戸田奈津子